# Jim Corr
James Steven Ignatius "Jim" Corr (født 31. juli 1964) er en irsk musiker og singer-songwriter. Han er medlem af det irske folkrockband The Corrs sammen med sine tre yngre søstre Andrea, Sharon og Caroline. Han er også DJ.

## Karriere
Corr fik guitarundervisning i sin hjemby Dundalk, som er en stor industriby i det nordlige del af Leinster. Vennen Anthony Boyle viste Jim, hvordan han skulle tune sin guitar.
I 1990 dannede han den keltiske folkrockgruppe The Corrs med sine tre søstre. De opnåede stor succes i hele verden, men særligt i Irland. Inden bandet i 2006 valgte at holde pause for at stifte familier, nåede de at udgive fem studiealbum. Andrea og Sharon har begge efterfølgende haft en solokarriere.
Corr spiller akustisk og elektrisk guitar, samt klaver, keyboard, harmonika og synger baggrundsvokal. Han har også en haft en aktiv rolle i The Corrs' albumproduktioner, idet han har arbejdet med David Foster og Olle Romo på to album.

## Velgørenhed
Alle Corr-søskende blev udnævnt til MBE i 2005 af dronning Elizabeth II i anerkendelse af deres musikalske talent og deres velgørenhedsarbejde med at indsamle penge til Freeman Hospital i Newcastle (hvor deres mor blev behandlet), ofrene for Terrorangrebet i Omagh 15. august 1998, The Prince's Trust og andre velgørenhedsorganisationer.
Jim og hans søstre var også involveret i Live 8-koncerterne, hvor de i midten af 2005 optrådte i Edinburgh sammen med Bono og andre kunstnere som Annie Lennox, Eddie Izzard og Bob Geldof. Jim Corr optrådte også til Nelson Mandelas 46664-koncerter for at øge bevidstheden om den eskalerende AIDS-epidemi i Afrika.

## Personlige synspunkter
Corr er medlem af 9/11 Truth Movement og bestyrer en hjemmeside, hvor han skriver om New World Order, herunder tekster om at terrorangrebet den 11. september 2001 blev udført af den amerikanske stat. Efter Osama bin Ladens død i maj 2011, vedblev Corr med at hævde, at bin Laden i virkeligheden døde ti år tidligere i 2001.

## Privatliv
Corr har en søn, Brandon, med sin tidligere forlovede Gayle Williamson, en forhenværende Miss Northern Ireland.
Corrs farbror Peter Corr, var professionel fodboldspiller, spillede på Irlands fodboldlandshold og for flere klubber, blandt andre Everton.